# 卞成林
卞成林（1965年3月—），男，汉族，安徽无为人，现任广西民族大学党委书记。

## 生平
1987年，毕业于安徽师范大学中文系。历任广西民族学院中文系副主任、主任、教务处处长。2000年8月，任广西师范学院副院长。2006年8月，任百色学院党委副书记、院长。2011年11月，任百色学院党委书记。2014年8月，任广西财经学院党委书记。2017年7月，任广西民族大学党委书记。